# Agonopterix abditella
Agonopterix abditella is een vlinder uit de familie grasmineermotten (Elachistidae). De wetenschappelijke naam is voor het eerst geldig gepubliceerd in 1959 door Hannemann.
De soort komt voor in Europa.